# Beyond the Line of Duty
Beyond the Line of Duty ist ein US-amerikanischer Kurzfilm aus dem Jahr 1942, der von Warner Bros. in Zusammenarbeit mit der US Army Air Forces produziert wurde.

## Handlung
Der Film beschreibt die Erlebnisse von Captain Hewett T. Wheless von der US Army. Wheless arbeitete vor Kriegsbeginn auf einer Ranch. Er schrieb sich bei der Army ein und begann mit der Ausbildung. Die Dokumentation folgt der Ausbildung bis zum ersten Kommando Wheless'. Als Bomberpilot wurde er im Pazifikkrieg eingesetzt. Auf einer Mission stieß er auf 18 japanische Jagdflugzeuge vom Typ Zero. Wheless konnte mit seiner schwer getroffenen Maschine jedoch zur Basis zurückkehren. Er wurde mit dem Distinguished Service Cross ausgezeichnet.

## Auszeichnungen
Der Film gewann 1943 den Oscar in der Kategorie Bester Kurzfilm (2 Filmrollen).

## Hintergrund
Die Premiere fand am 7. November 1942 statt.
Drehorte waren Seattle, die Randolph Air Force Base bei San Antonio/Texas und die March Joint Air Reserve Base bei Riverside/Kalifornien.
Sprecher des Films war Ronald Reagan.